# Јевгениј Шварц
Јевгениј Љвович Шварц (рус. Евге́ний Льво́вич Шва́рц; Казањ, 21. октобар 1896 — Лењинград, 15. јануар 1958) био је руски и совјетски књижевник, сценариста и новинар. Најпознатији је по својим сатиричним драмама са елементима бајке, међу којима је најпознатија „Дракон” (1943), драма са оштром политичком сатиром у којој се говори о природи тираније. 

## Биографија
Родио се у лекарској породици у Казању, а одрастао је у Мајкопу. Студирао је правни факултет на Московском универзитету, али га није завршио, пошто је радио истовремено као позоришни глумац у Ростову на Дону. Од 1921. године играо је на петроградским сценама. Од 1923. до 1924. Шварц је радио као новинар. Постао је сарадник Самуила Маршака у дечјем одељењу Госиздата у Лењинграду. Тада је започео активније да пише песме и приповетке.
Године 1928. започео је писање драма оригиналног израза – драма са елементима бајке. Позоришна критика их је дуго игнорисала, једним делом јер се нису уклапале у званичну совјетску естетику политичке оријентације тог времена. Драма „Сенка” из 1940, бајка са елементима политичке сатире, после премијере скинута је с репертоара, док је рад на постављању драме „Једна ноћ” (1942) прекинут јер њен садржај није одговарао патриотским потребама тог времена. Драма „Дракон” – његова најпознатија драма – написана је 1943. године када је био евакуисан из опсаднутог Лењинграда, испочетка у Киров, а затим у Стаљинбад. Након премијере била је забрањена све до 1962. 
Након Другог светског рата, Шварц је у Лењинграду живео углавном од повремених послова и са нередовним примањима. На Другом конгресу совјетских писаца 1954. песникиња Олга Берголц га је узела у заштиту и предлагала повратак његових позоришник комада на сцену. Прва књига изабраних драма штампана је 1956. године, после чега су, постепено, почеле поново да се играју на позорницама. Најпотпунији избор из Шварцовог стваралаштва објављен је у Лењинграду 1982. године.  Његови мемоари, писани од 1949. године, објављени су исте године у Паризу.

## Одабрана дела

### Драме
- (1928) – драма у 3 чина
- (1932) – представа за луткарско позориште
- Благо (Клад, 1934)  – бајка у 4 чина
- Принцеза и свињар (Принцесса и свинопас, 1934)
- Голи краљ (Голый король, 1934) – бајка у 2 чина
- Авантуре Хохенштауфена (Похождения Гогенштауфена, 1934)
- Црвенкапа (Красная Шапочка, 1936) – бајка у три чина
- Снежна краљица (Снежная королева, 1939) – бајка у 4 чина
- Луткарски град (Кукольный город, 1939) - драма за луткарско позориште
- Сенка (Тень, 1940) – бајка у три чина
- Бајка о изгубљеном времену (Сказка о потерянном времени, 1940) – драма за луткарско позориште
- Брат и сестра (Брат и сестра, 1940)
- Наше гостопримство (Наше гостеприимство, 1941)
- Под липама Берлина (Под липами Берлина, 1941) – заједно са М. М: Зошченком –  антифашистичка представа памфлет
- Далека земља (Далекий край, 1942)
- Једна ноћ (Одна ночь, 1943) – бајка у три чина
- Дракон (Дракон, 1944)
- Бајка о храбром кројачу (Сказка о храбром солдате, 1943) – драма за луткарско позориште
- Сто другова (Сто друзей, 1948) – драма за луткарско позориште
- Два јавора (Два клёна, 1953) – бајка у три чина
- Обично чудо (Обыкновенное чудо, 1956) – бајка у три чина
- Повест о младим супружницима / Прва година (Повесть о молодых супругах» / «Первый год, 1957) – представа у три чина

### Сценарији
- Дон Кихот (Дон Кихот, 1957)
- Снежна краљица (Снежная королева, 1966)